# 팻 오브라이언

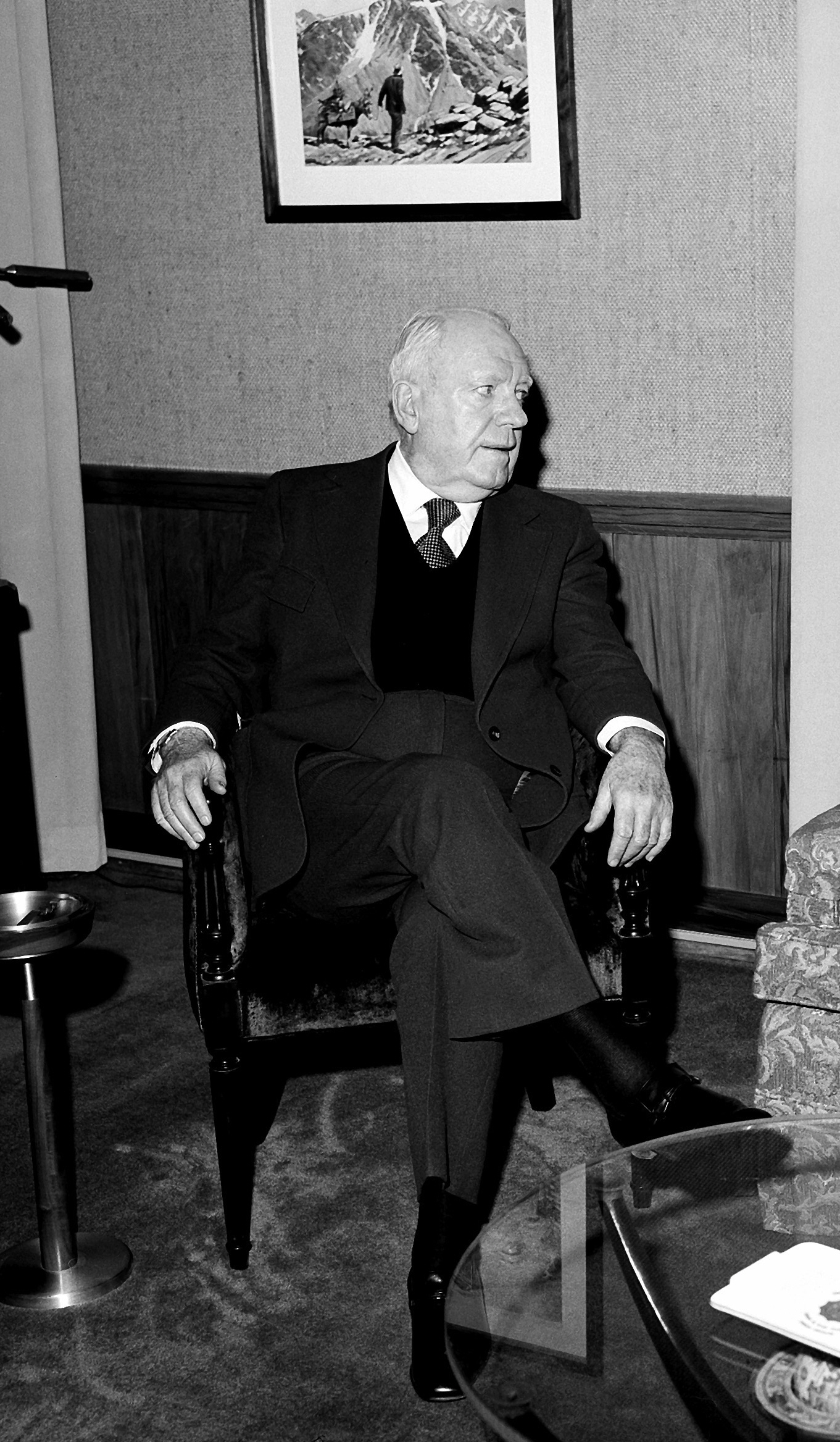

팻 오브라이언(William Joseph Patrick O'Brien, 1899년 11월 11일 ~ 1983년 10월 15일)는 미국의 배우, 연극 배우이다.
밀워키에서 태어났으며 샌타모니카에서 사망하였다. 사인은 심근 경색이다.

## 영화
- 래그타임 (1981년)
- 디 엔드 (1978년)
- 데이빗 프로스트 쇼 (1969년)
- 뜨거운 것이 좋아 (1959년)
- 마지막 함성 (1958년)
- 디즈니랜드 (1954년)
- 클라이막스! (1954년)
- 자니 원 아이 (1950년)
- 파이어볼 (1950년)
- 녹색 머리의 소년 (1948년)
- 히스 버틀러스 시스터 (1943년)
- 브로드웨이 (1942년)
- 캐슬 온 더 허드슨 (1940년)
- 나이트 오브 나이츠 (1939년)
- 더럽혀진 얼굴의 천사 (1938년)
- 잠수함 D-1 (1937년)
- 더 그레이트 오맬리 (1937년)
- 실링 제로 (1936년)
- 페이지 미스 글로리 (1935년) - 다니엘 '클릭' / '댄' 윌리 역
- 오일 포 더 램프 오브 차이나 (1935년) - 스티븐 체이스 역
- 트웬티 밀리언 스윗하트 (1934년)
- 히어 컴스 더 네이비 (1934년)
- 프러테이션 워크 (1934년)
- 밤쉘 (1933년)
- 미국의 광기 (1932년)
- 에어메일 (1932년) - 듀크 탤벗 역
- 플레잉 하이 (1931년)
- 특종 기사 (1931년)